# Aspidoscelis velox
Aspidoscelis velox es una especie de lagarto del género Aspidoscelis, familia Teiidae, orden Squamata. Su masa corporal es de aproximadamente 15,56 g.

## Distribución
Se distribuye por Estados Unidos (Utah, Colorado, Arizona, Nuevo México). Introducido y establecido en el parque Estatal Cove Palisades, condado de Jefferson, Oregón.

## Taxonomía
Fue descrita por Springer en 1928.
Tratamiento taxonómico
La especie aparece registrada y publicada en An annotated list of the lizards of Lee's Ferry, Arizona. Copeia 1928 (169): 100-104.